# Разингар, Томаж
Томаж Разингар (словен. Tomaž Razingar, родился 25 апреля 1979 в Есенице, Югославия) — словенский хоккеист, крайний нападающий. Капитан сборной Словении. Участник Зимних Олимпийских игр 2014 года в Сочи. Завершил карьеру игрока в 2015 году. Провёл за карьеру свыше 800 игр, в Австрийской хоккейной лиге в 288 играх набрал 222 очка. Лучший бомбардир в истории клуба «Есенице» — 373 очка (177 шайб и 196 передач).

## Карьера

### Клубная
Начинал карьеру в своём родном клубе «Есенице», очень рано закрепился в основном составе. В 1999 году был куплен клубом «Ньюмаркет Харрикейнз», представителем Юниорской хоккейной лиги Онтарио, сыграл 17 матчей и вернулся на родину. Через год был куплен американской командой «Пеория Ривермен», выступавшей в Хоккейной лиге Восточного побережья, сыграл там в двух сезонах, но отказался от заключения профессионального контракта.
Проведя ещё два года в «Есенице», перешёл в чешский клуб «Пардубице», но не закрепился в составе и вернулся обратно в клуб. С трудом ему удалось отыграть один сезон 2007/2008 в австрийском «Инсбруке», однако его контракт не был продлён, и игрок покинул команду в следующем трансферном окне. В сезоне 2009/2010 Разингар снова уехал за границу выступать в итальянской серии А1 за «Пустерталь», где провёл половину сезона. В 2010 году его выкупил австрийский «ВСВ-Филлахер», в составе которого Разингар сыграл 64 матча, набрал 35 очков по системе «гол+пас» (14 шайб и 21 голевая передача).
В составе «Есенице» в 2005, 2006 и 2009 годах становился чемпионом Словении. В 2012 году вернулся в Словению, сыграв один сезон в клубе «Млади Есенице». С 2012 по 2015 годы отыграл по сезону за немецкий «Равенсбург Тауэрстарз», шведский «Троя-Юнгбю» и словацкую «Дуклу» из Тренчина. Карьеру завершил, проведя свыше 20 лет в хоккее.

### В сборной
За сборную Словении выступает с 1995 года: в 1995 году играл на молодёжном чемпионате мира, в 1996 году играл на чемпионате Европы до 18 лет в дивизионе C, в 1997 году снова выступил на первенстве мира среди молодёжи, а через 2 года и на первенстве Европы среди игроков не старше 20 лет. В 1999 году впервые сыграл на чемпионате мира в составе сборной, с ней же выступал на чемпионатах мира без пропусков с 2002 по 2015 годы. С 2010 года — её капитан. На церемонии открытия зимних Олимпийских игр 2014 года нёс флаг Словении.